# Percy Hagerman
John Percival Hagerman, detto Percy (Hamilton, 25 ottobre 1881 – 21 gennaio 1960), è stato un lunghista e triplista canadese.

## Carriera
Hagerman partecipò alle gare di salto in lungo e salto triplo ai Giochi olimpici di Saint Louis 1904. In entrambe le gare a cui prese parte arrivò sesto.
Nonostante fosse canadese, è considerato statunitense dal CIO perché disputò le Olimpiadi in rappresentanza del Pacific Athletic Association di San Francisco.